# Denise Coeckelenbergh
Denise Vingerhoet-Coeckelenbergh was de eerste nationale vrouwelijke skiff-kampioene roeien van België.
Denise (voorheen de Roodt - Coeckelenbergh), was de echtgenote van René Vingerhoet. Zij was van 1956 tot 1960 de Belgische kampioene in de skiff en werd verschillende keren geselecteerd voor de Europese kampioenschappen roeien. Ze werd in deze traditie opgevolgd door Christine Wasterlain. Ze bleef in Belgische roeimiddens echter levenslang bekend met de familienaam van haar eerste echtgenoot. Jean de Roodt maakte, net zoals René, deel uit van de legendarische vier met stuurman Big Boys, die deelnam aan de Olympische Zomerspelen 1936 van Berlijn.